# Can Sanahuja (el Masnou)
Can Sanahuja és una casa del municipi del Masnou protegida com a bé cultural d'interès local. També se l'anomena Casa Eulàlia Matas.

## Descripció
Casa entre mitgeres de planta rectangular enretirada del pla de carrer amb pati davanter; consta de semisoterrani, planta baixa i dos pisos amb la coberta plana practicable a mode de terrat. La façana principal, orientada a migdia, és l'única que té decoració: la façana està ricament decorada amb els relleus i esgrafiats florals sobre fons groc. Davant la porta d'accés destaca un petit porxo, amb dracs encastats, sobre dos pilars i dues pilastres, que sosté el balcó del pis superior. La segona planta s'organitza, a la façana, mitjançant sis petites finestres en forma d'arc de mig punt.
Al pis principal les portes del balcó tenen la llinda embellida amb motlluratge historicista i, entre les dues obertures, hi ha esculpit l'escut de Catalunya. En la mateixa línia historicista s'inscriu la finestra amb mainell de la planta baixa i la galeria d'arquets de mig punt del pis superior. Corona la façana la tanca de pedra del terrat, amb decoració vegetal i gerros de terracota als flancs.
A l'interior es barregen diferents estils historicistes propis de l'època. A la planta baixa hi ha una sala d'estar, el menjador i un pati interior d'estil neoàrab cobert amb una lluerna de vidre. A la segona planta hi ha una gran sala de músiques presidida per un piano francès de 1849, un bany amb sanitaris d'època i un dormitori fet amb fusta de jacaranda. A la planta superior hi ha un estudi dormitori fet amb mobles de barco. Els mobles, els estucats de les parets i els sostres, fets amb fusta de caoba cubana són obra de Josep Ribas i la resta de decoració interior de Josep Canudas.

## Història
La casa va ser una reforma d'una casa de còs anterior propietat de la familia Matas. L'any 1900, Eulàlia Matas Antich, casada amb Francesc Sanahuja i Dasca, fill del notari del Masnou Francesc Sanahuja i Padreny., demana els permisos per poder començar l'obra.